# コショウダイ
コショウダイ（胡椒鯛、学名 Plectorhinchus cinctus） は、スズキ目イサキ科に属する海水魚の一種。東シナ海から紅海、北部オーストラリアなど広い地域の沿岸域に棲息する魚。定置網や刺し網などで漁獲され、食用として流通する。刺身・焼き魚などの調理法がある。

## 特徴
成魚は最大で60cmに達する。体型は楕円形で側扁している。体色は淡い灰褐色で、暗褐色の斜めの帯が三本見られる。

## 名称
体表の背びれ近くに胡椒のような斑点があることからコショウダイと呼ばれる。
日本の地方名として、オゴンダイ（千葉県小湊）、ギシ（静岡県熱海）カイグレ（和歌山県田辺、三重県二木島）、コロダイ（和歌山県串本、愛媛県宇和島）、コチダイ（富山県）、トモモリ（宮崎県）などがある。